# Полицейская дубинка

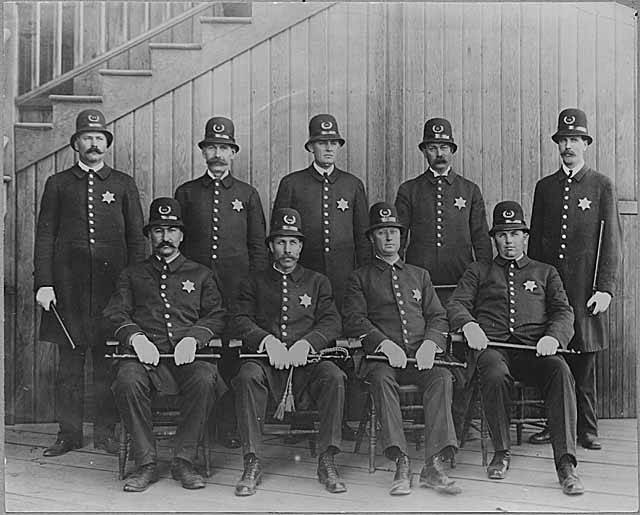
полицейские Сиэттла с дубинками (1906 год)

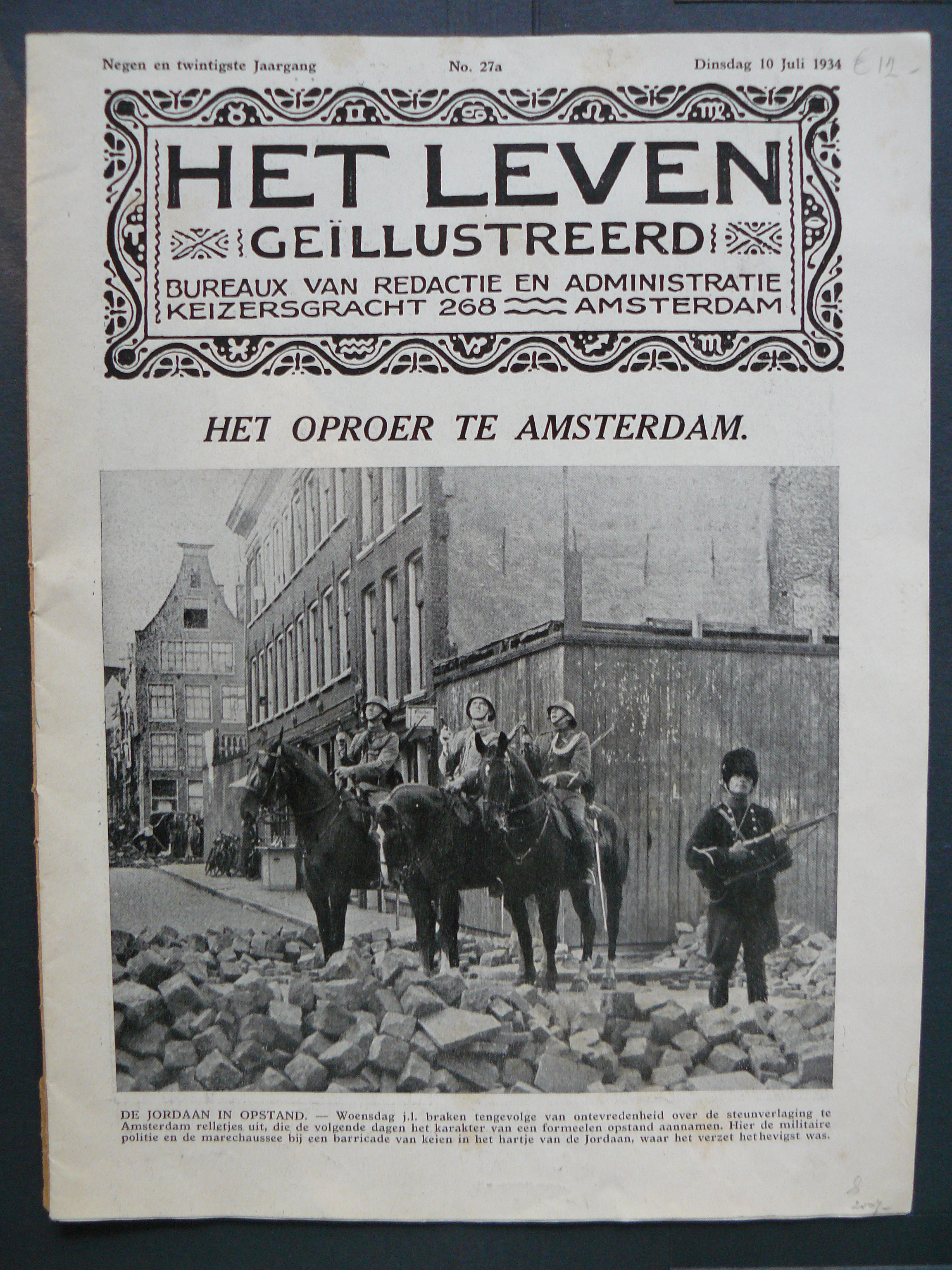
спецподразделение голландской конной полиции в Амстердаме (10 июля 1934). Дубинки, соответствовавшие по длине кавалерийскому палашу, закреплены у седла

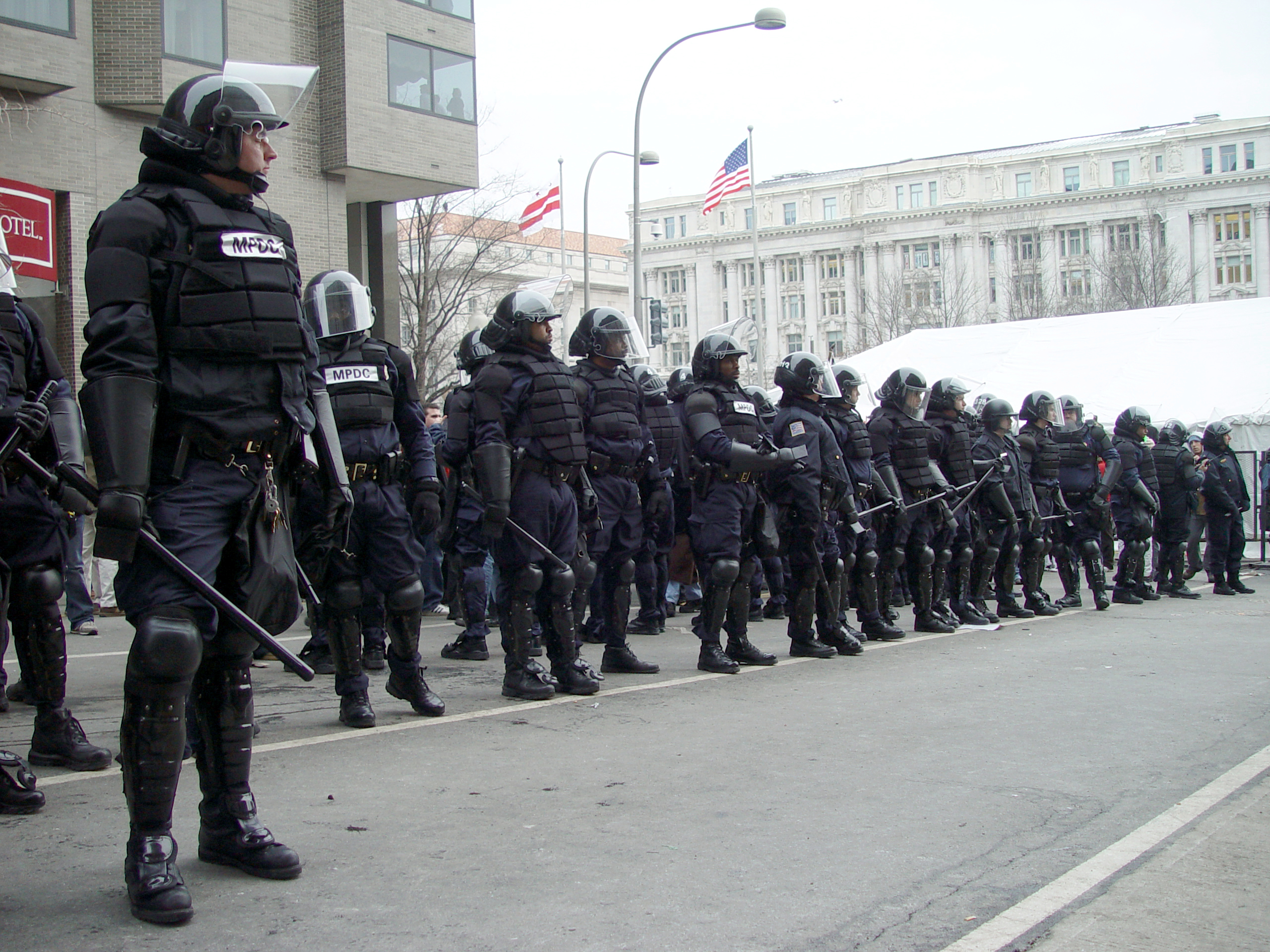
спецподразделение полиции США с резиновыми дубинками (2005)

Полице́йская дуби́нка (па́лка рези́новая, рези́новая дуби́нка) — специальное средство несмертельного действия, которое используется сотрудниками правоохранительных органов (полицейскими), охранных и силовых структур, уголовно-исполнительной системы.
Полицейские дубинки и палки относятся к холодному оружию ударного действия. Они используются для нанесения ударов и защиты от них, а также для контроля и удержания противника. В некоторых странах подобные предметы могут быть законодательно выделены в отдельную категорию (например, в Российской Федерации они относятся к специальным средствам).

## История

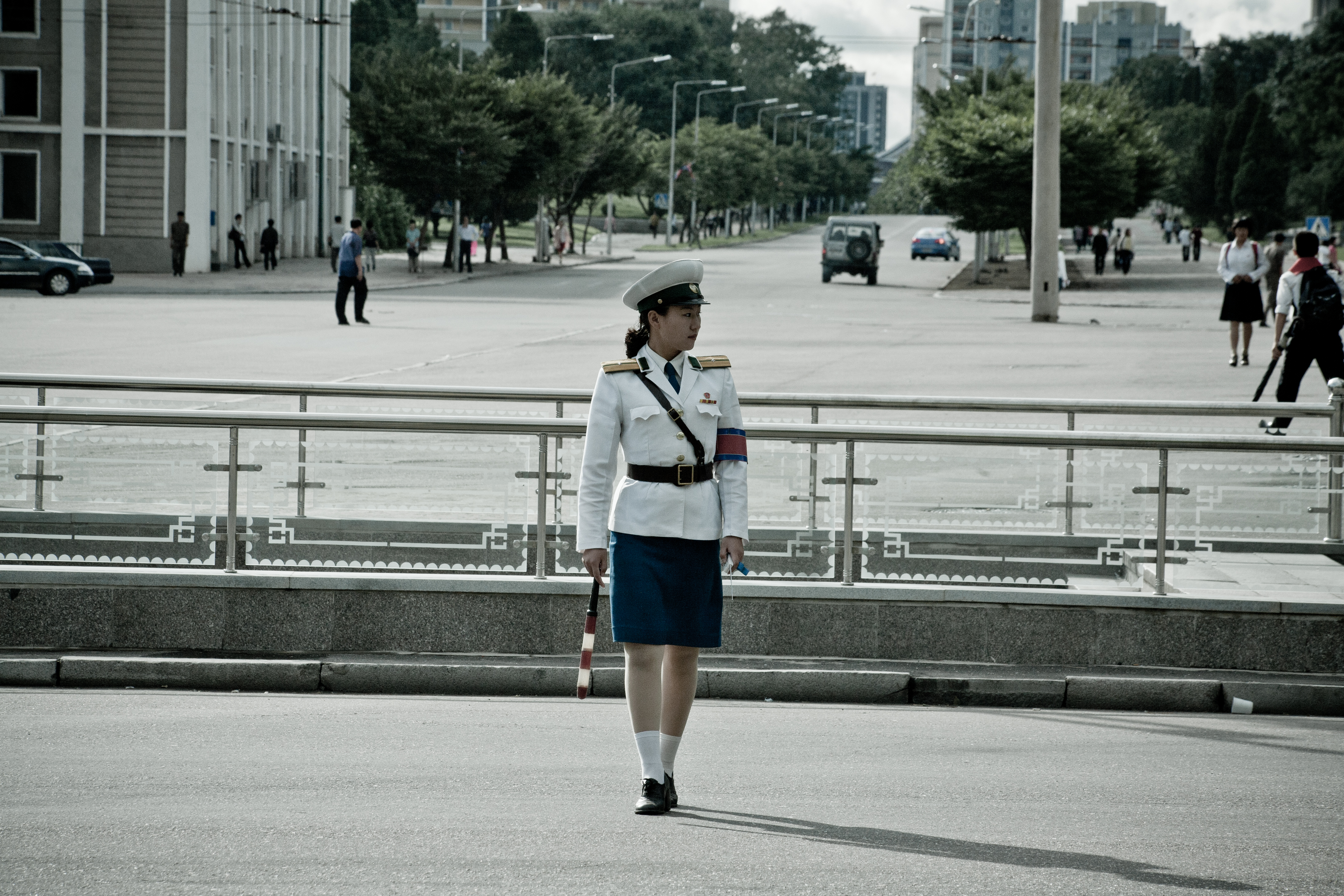
регулировщица дорожного движения с жезлом регулировщика (2014)

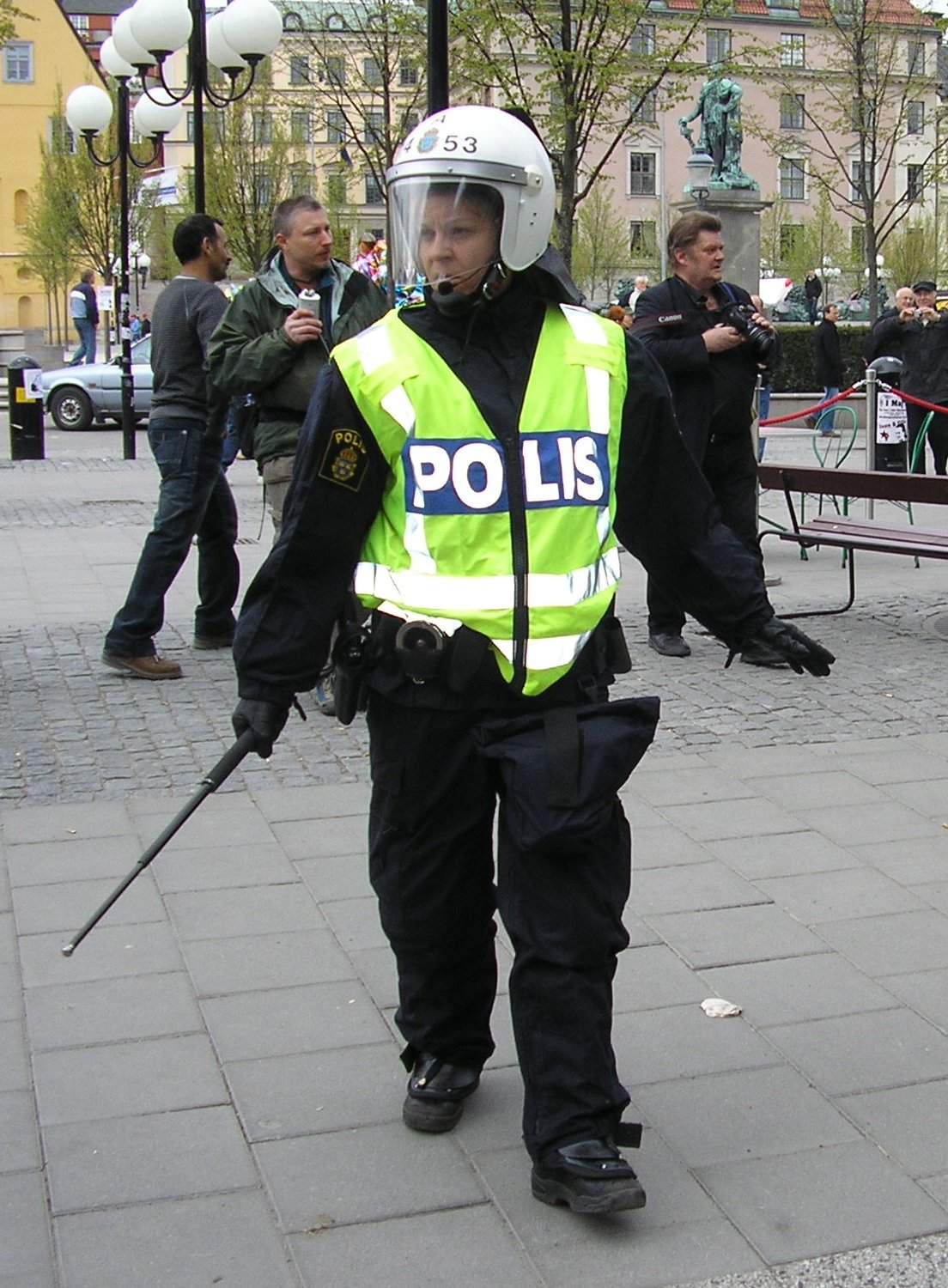
Шведская женщина-полицейский с телескопической дубинкой (1 мая 2007)

Штатные образцы полицейских дубинок появляются в XIX веке, с появлением в государствах и странах Европы национальной полиции (имеющей централизованную систему снабжения и подготовки личного состава). Позднее, в XX веке в связи с ростом интенсивности дорожного движения, увеличением количества автотранспорта, составлением правил дорожного движения у отдельных категорий сотрудников полиции появляются и получают распространение специальные ярко окрашенные жезлы регулировщика.
На вооружение английской полиции короткие (длиной около 460 мм) прямые дубинки из твёрдых пород дерева (billy club) появились в 1848 году, в викторианскую эпоху. 8 мая 1926 года правительство Великобритании опубликовало сообщение о создании вспомогательных полицейских отрядов для помощи полиции в условиях чрезвычайного положения (личный состав этих отрядов, получивших название "гражданский полицейский резерв", получал звание "специальных констеблей", право на вооружение дубинкой и ношение стальной каски; униформа им не предоставлялась). С 1930-х годов дубинки начали изготавливать из резины. 5 мая 2004 года приобретение, владение и использование полицейских дубинок и палок гражданским лицам в Великобритании было законодательно запрещено.
В Индии после восстания сипаев 1857-1859 гг. была проведена реорганизация административно-полицейской системы и для колониальной полиции были приняты на вооружение деревянные дубинки длиной 1,5 метра (lathi). После получения независимости, 13 июля 1962 года в законодательство были внесены поправки (вступившие в силу с 1 октября 1962 года). С этого времени использование цельнометаллических дубинок и палок запрещено, так как они являются опасным для жизни оружием.
На вооружении созданной в 1874 году полиции Японии прямая деревянная дубинка «кэйдзё» длиной 125 см поступила в конце 1930-х годов (ранее полицейские были вооружены короткими мечами и незаточенными кинжалами «дзюттэ»), прямая деревянная дубинка «кэйбо» длиной 50 см — в 1946 году, а телескопическая дубинка «токусю кэйбо» — в 1961 году.
В США первоначально использовались прямые деревянные дубинки длиной от 30 до 65 см, выглядевшие уменьшенной копией бейсбольной биты, но в 1960-е годы офицер полиции Лос-Анджелеса Роберт Кога разработал новый вариант прямой деревянной дубинки — с кольцом для крепления к поясу и скруглённым концом (с целью уменьшить риск ранения с рассечением тканей при рубящих ударах). «Палка Кога» поступила на снабжение многих полицейских департаментов США.
Начавшийся в 1929 году всемирный экономический кризис осложнил обстановку и стал причиной создания специальных полицейских подразделений в странах Европы. В Голландии было создано военизированное подразделение конной полиции для разгона демонстраций (получившее карабины, дубинки и стальные каски). В Латвии в начале 1930-х годов выпуск полицейских резиновых дубинок освоили на рижской фабрике резиновых изделий «Континент».
В 1960-е-1970-е годы на вооружение полиции ряда западных государств и стран поступают дубинки в виде тонфы. Впервые прообразы дубинок такого типа использовали французские полицейские в ходе подавления студенческих выступлений 1968 года. Запатентовал данную дубинку американец Лон Андерсон, который утверждал, что он ещё в детстве дрался ножкой от табуретки с боковой перекладиной. Зная, что Америка в эти годы испытывала настоящий бум восточных единоборств, можно легко догадаться, что новая дубинка копирует известное японское оружие — тонфу. В 1971 году появилось новое полицейское оружие — дубинка с поперечной рукояткой. Её до сих пор используют полицейские всех стран мира. Американская дубинка получила название PR-24 и изготавливалась из поликарбоната или алюминия. В дальнейшем «тонфы» (под наименованием T-baton) появились в полиции США, однако наиболее широкое распространение они получили после того, как в 1972 году была разработана стандартизованная модель — PR-24 «Prosecutor».

#### В российских и советских правоохранительных структурах
20 мая 1881 года министр внутренних дел Российской империи направил доклад императору с просьбой вооружить нижних чинов петербургской полиции «деревянными палицами» взамен шашек драгунского образца. Несмотря на отказ императора, уже изготовленные ранее полицейские «деревянные палицы» выдали некоторым полицейским.
В 1941—1944 годы на оккупированной Германией и её союзниками территории СССР деревянные и резиновые дубинки находились на вооружении сотрудников лагерной и вспомогательной полиции (полицаев).
В СССР вопрос о вооружении милиции резиновыми палками ставился не раз, но лишь в июле 1962 года (после подавления выступлений в Новочеркасске 1-3 июня) в соответствии с приказом Министра внутренних дел РСФСР «О принятии на вооружение милиции резиновой палки и наручников» они поступили на вооружение. В 1966 г. приказ министра охраны общественного порядка РСФСР установил порядок их ношения и использования: «Разрешить ношение резиновой палки в обнаженном виде в руке, а также на ремне с левой стороны… Резиновые палки вводить только с разрешения МООП РСФСР по ходатайству министров ООП автономных республик, начальников управлений ООП крайоблисполкомов, согласованным с соответствующими обкомами, крайкомами партии». Рекомендовалось прибегать к её помощи для «пресечения буйства и бесчинства хулиганов и других преступников, а также в отношении нарушителей общественного порядка, отказывающихся выполнять законные требования работников милиции, для отражения нападения на работников милиции или дружинников, должностных лиц, государственных, общественных организаций и граждан». Однако категорически запрещалось наносить удары по лицу и голове и пускать в ход дубинки против женщин, детей, стариков и инвалидов, а также в помещениях милиции.
Стандартная «советская» палка резиновая ПР-73 имеет длину 65 — 70 см, (поставлена на вооружение в 1973 году). Палка резиновая прямая «ПР-73М» (ПР-73 модернизированая) предназначена для отражения нападения правонарушителей или пресечения их неповиновения. Применение резиновой палки не вызывает повреждений, опасных для жизни только в случаях, когда она применяется в соответствии с требованиями, установленными законодательством.
Существовали также её модификации: Пр-УЗМ (ТУ АНВЯ6 354.031), Пр-89 (ТУ АНВЯ6 354.032) и Пр-90 (ТУ АНВЯ6 354.038).
В 1990-х появились палки более совершенной конструкции, которые назывались ПУС-2 «Аргумент». «Аргумент» имеет в передней части поперечную рукоятку, удобную для удержания его с упором в локте (для нанесения удара наотмашь), а также для блокирования противника путём захвата на удушение или на болевой приём. Также ей можно что-нибудь зацепить, например, шею противника, лямку рюкзака или ремень автомата.
Рукоятка может быть металлизирована (в усиленном варианте) и имеет насечки. Данный вид дубинок вначале использовался только ОМОНом, а в настоящее время ими оснащена большая часть полицейских. Также приобретается гражданами в целях самообороны или для тренировок по рукопашному бою.
В годы перестройки за резиновой дубинкой закрепилось прозвище «демократизатор» или «рычаг демократии».

## Конструкция

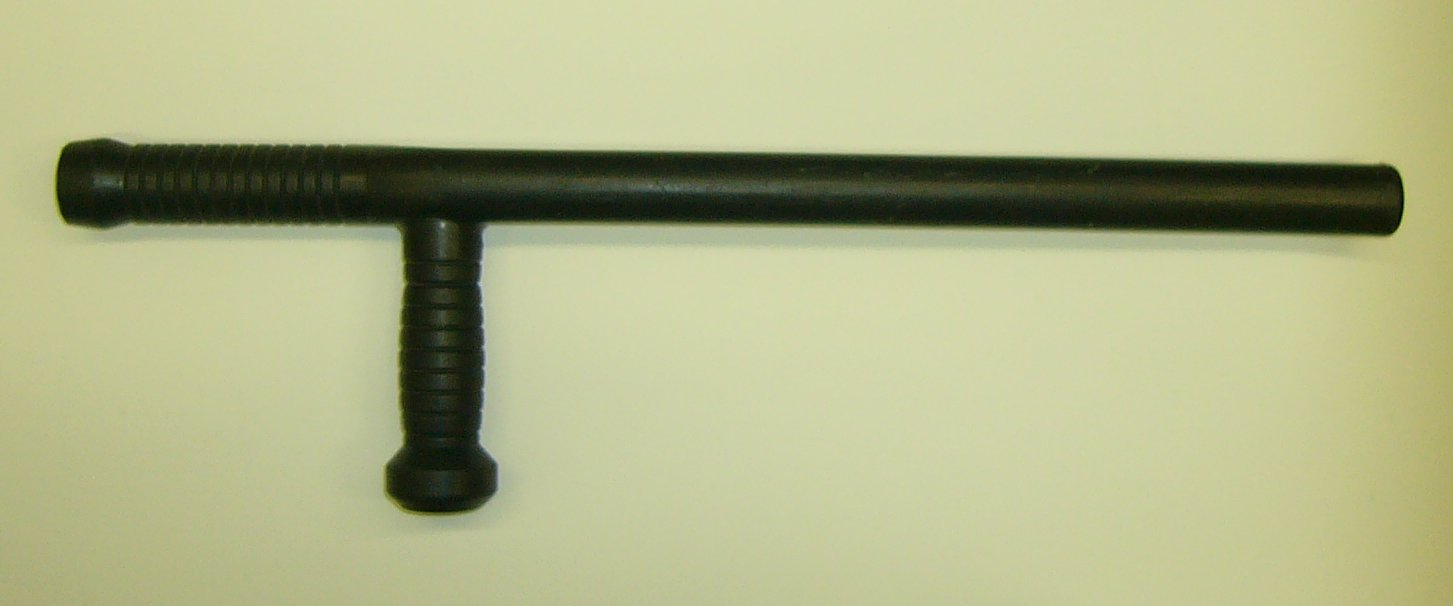
Полицейская дубинка с поперечной рукояткой (ФРГ) типа тонфы

В зависимости от модели дубинки её конструкция, материал, вес, длина и толщина могут быть различными. Ранее полицейские дубинки изготавливали из прочных пород дерева, в настоящее время их чаще всего делают из резины и полимерного синтетического материала, реже - из пластика, ещё реже — металлическими.
Резиновые дубинки бывают гибкими и негибкими, в последние может быть вставлен металлический стержень-сердечник или же трубка, по которой перекатываются стальные шарики. Металлические дубинки — чаще всего телескопические, различной гибкости, длиной от 20 см в сложенном до 60 см в боевом положении (раздвигаться они могут вручную или же автоматически, под действием пружины).
Во многих западных государствах и странах в ходу дубинка, имеющая металлический стержень, окруженный резиной. Оканчивается она гибким участком из резины или кожи (иногда со свинцом). С помощью этого оружия, как правило, наносят оглушающие удары.
Наконец, на вооружении правоохранительных органов ряда западных государств и стран находятся спецсредства в виде полицейских дубинок, при нажатии на спусковую кнопку «стреляющих» зарядом ирританта. Также существуют модели дубинок со встроенным электрошокером.
Большинство современных дубинок обычно имеет выделенную рукоять и ременную петлю, благодаря которой дубинка не выскакивает из рук владельца. Рукоять, как правило, рассчитана на одну руку.

## Правовой статус
Поскольку полицейские дубинки и палки являются спецсредством, во многих странах мира[каких?] (в соответствии с законодательством) их коммерческая продажа и свободный оборот ограничен или является запрещенным. В России правовой аспект приобретения резиновой полицейской дубинки гражданами не регламентирован законодательством. Дубинка РДУ 50 прошла сертифицикацию и может продаваться и носиться свободно в качестве оружия самообороны (Сертификат соответствия POCC RU. СЗ09.Н01979 от 21.08.2003 г.). В то же время другие модели дубинок в некоторых местах продаются свободно, в других только по предъявлению удостоверения сотрудника полиции или частного охранника, что не могут объяснить сотрудники магазина. Так как они формально считаются спецсредством, то при самообороне ими обычного гражданина у него могут возникнуть проблемы[какие?]